# São João Batista (Beja)
Nota linguística: Com a entrada em vigor do Novo Acordo Ortográfico este topónimo passará a ser grafado São João Batista.
A Freguesia de São João Batista foi uma freguesia portuguesa do Município de Beja com 8,21 km² de área e 6 395 habitantes (2011), e, por isso, com uma densidade populacional de 778,9 hab/km².
Foi extinta em 2013, no âmbito de uma reforma administrativa nacional, tendo sido agregada à freguesia de Santiago Maior, para formar uma nova freguesia denominada União das Freguesias de Beja (Santiago Maior e São João Batista) com sede em Santiago Maior.

## População
| População da freguesia de Beja (São João Baptista) (1864 – 2011) | População da freguesia de Beja (São João Baptista) (1864 – 2011) | População da freguesia de Beja (São João Baptista) (1864 – 2011) | População da freguesia de Beja (São João Baptista) (1864 – 2011) | População da freguesia de Beja (São João Baptista) (1864 – 2011) | População da freguesia de Beja (São João Baptista) (1864 – 2011) | População da freguesia de Beja (São João Baptista) (1864 – 2011) | População da freguesia de Beja (São João Baptista) (1864 – 2011) | População da freguesia de Beja (São João Baptista) (1864 – 2011) | População da freguesia de Beja (São João Baptista) (1864 – 2011) | População da freguesia de Beja (São João Baptista) (1864 – 2011) | População da freguesia de Beja (São João Baptista) (1864 – 2011) | População da freguesia de Beja (São João Baptista) (1864 – 2011) | População da freguesia de Beja (São João Baptista) (1864 – 2011) | População da freguesia de Beja (São João Baptista) (1864 – 2011) |
| ---------------------------------------------------------------- | ---------------------------------------------------------------- | ---------------------------------------------------------------- | ---------------------------------------------------------------- | ---------------------------------------------------------------- | ---------------------------------------------------------------- | ---------------------------------------------------------------- | ---------------------------------------------------------------- | ---------------------------------------------------------------- | ---------------------------------------------------------------- | ---------------------------------------------------------------- | ---------------------------------------------------------------- | ---------------------------------------------------------------- | ---------------------------------------------------------------- | ---------------------------------------------------------------- |
| 1864                                                             | 1878                                                             | 1890                                                             | 1900                                                             | 1911                                                             | 1920                                                             | 1930                                                             | 1940                                                             | 1950                                                             | 1960                                                             | 1970                                                             | 1981                                                             | 1991                                                             | 2001                                                             | 2011                                                             |
| 2 011                                                            | 2 143                                                            | 2 448                                                            | 2 425                                                            | 2 799                                                            | 2 501                                                            | 3 094                                                            | 3 104                                                            | 3 599                                                            | 3 625                                                            | 3 934                                                            | 5 553                                                            | 5 774                                                            | 6 268                                                            | 6 395                                                            |